# ファーザー・フィギュア
『ファーザー・フィギュア』（原題：Father Figures）は2017年にアメリカ合衆国で公開されたコメディ映画である。監督はローレンス・シャー、主演はオーウェン・ウィルソンとエド・ヘルムズが務めた。なお、本作はシャーの監督デビュー作となる。本作は日本国内で劇場公開されなかったが、iTunesによる配信が行われた。

## 概略
カイルとピーターは双子の兄弟でとても仲が良い。2人は母親（ヘレン）から「お前たちの父さんは大分前に亡くなってしまった」と言い聞かされてきたが、ひょんなことから、実は父親が生存していると判明した。ヘレンはエキセントリックな性格で、若い頃に上流階級の男性たちを次々とベッドへ誘い込んでいた。そのため、父親の候補が多すぎて絞るに絞れない状態にあった。しかも、彼らが皆名士であるが故に、スキャンダルを嫌って自分が父親だと認めてくれない可能性も十分にあった。しかし、2人は「実の父親に会いたい」という思いを捨てることができなかった。そこで、2人は父親探しの旅に出ることにした。

## キャスト
- オーウェン・ウィルソン - カイル・レイノルズ
  - アレクサンダー・G・エッカート - 子供時代のカイル
- エド・ヘルムズ - ピーター・レイノルズ
  - イヴァン・マロン - 子供時代のピーター
- グレン・クローズ - ヘレン・バクスター（アニー・スターク - 若い頃のヘレン）

母親。風変わりな性格。
- J・K・シモンズ - ロナルド・ハント
- テリー・ブラッドショー - 本人
- クリストファー・ウォーケン - ティンクラー医師
- ヴィング・レイムス - ロッド・ハミルトン
- カット・ウィリアムズ - ヒッチハイカー
- ハリー・シェアラー - ジーン
- ジューン・スキッブ - ミセス・ハント
- レッタ - アニー
- ケイティ・アセルトン - サラ
- ザカリー・ヘイヴン - イーサン
- ブライアン・ハスキー - ジョエル
- ライアン・カートライト - リアム・オキャラハン
- アリ・ウォン - アリ看護師

## 製作
2011年6月14日、パラマウント映画はジャスティン・マレンが執筆した『Bastards』というタイトルの脚本の映画化権を購入したと発表した。2014年8月7日、映画化権を手放したパラマウントに代わって、アルコン・エンターテインメントが本作の映画化に着手したと報じられた。その際、長らく撮影監督として活躍していたローレンス・シャーに監督のオファーが出ているとも報じられた。当初、本作の主演にはジェイソン・サダイキスの起用が検討されていたが、最終的に主演を務めることになったのはオーウェン・ウィルソンとエド・ヘルムズだった。2015年8月13日、J・K・シモンズとテリー・ブラッドショーが本作に出演するとの報道があった。18日、ヴィング・レイムスがキャスト入りしたと報じられた。9月11日にはカット・ウィリアムズの出演が決まった。15日、本作のタイトルが『Bastards』から『Father Figures』に変更されると報じられた。17日、製作サイドがグレン・クローズと出演交渉を行っているとの報道があった。10月7日、ケイティ・アセルトンに出演オファーが出ていると報じられた。22日、ザカリー・ヘイヴンの出演が決まった。

### 撮影
本作の主要撮影は2015年10月5日にアトランタで始まり、同年12月5日に終了した。なお、本作の撮影はマイアミでも行われた。
試写会での不評を受けて、製作サイドはエンディングの変更を決断し、2017年4月に追加撮影が行われた。その後の試写会では概ね好評だったが、封切り後の評価は散々なものとなってしまった。

## 公開
ワーナー・ブラザース映画は本作を2016年11月4日に全米公開する予定だったが、後に公開日を2017年1月27日に延期すると発表した。劇場公開の1週間前、本作は突如公開スケジュールから引き上げられた。その後、本作の全米公開日は2017年12月22日に再設定された。

## 興行収入
本作は『ダウンサイズ』と『ピッチ・パーフェクト3』と同じ週に公開され、公開初週末に700万ドル前後を稼ぎ出すと予想されていたが、実際の数字はそれを大幅に下回るものであった。2017年12月22日、本作は全米2902館で封切られ、公開初週末に328万ドルを稼ぎ出し、週末興行収入ランキング初登場9位となった。全米2500館以上で拡大公開された作品としては異例の低さとなった。Deadline.comは本作が興行的に失敗した理由として「映画ファンがR指定のコメディ作品への関心を失っていること」「ストーリーが陳腐であったこと」「2015年に撮影された作品であるため、盛り込まれた時事ネタが古くなってしまったこと」を挙げている。

## 評価
本作は批評家から酷評されている。映画批評集積サイトのRotten Tomatoesには45件のレビューがあり、批評家支持率は18%、平均点は10点満点で3.6点となっている。サイト側による批評家の見解の要約は「父親候補を多数登場させたのは成功だったが、『ファーザー・フィギュア』は失敗作である。」となっている。また、Metacriticには17件のレビューがあり、加重平均値は22/100となっている。なお、本作のCinemaScoreはB-となっている。